# ヨシュア

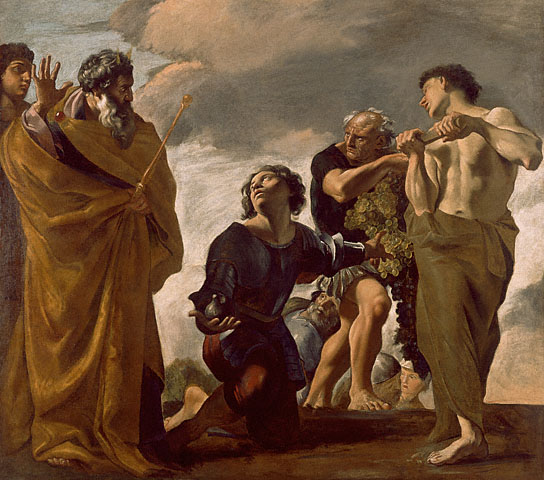
ランフランコ「モーセとカナンからの使者」

ヨシュア（ヘブライ語: יְהוֹשֻׁעַ, Yehoshuʿa）は、『旧約聖書』の「民数記」や「ヨシュア記」に登場するユダヤ人の指導者。新約聖書のイエス(יְשׁוּעַ, yeshu'a)とは別者ではあるが、現代ヘブライ語新約聖書では、「ヨシュア記」の「ヨシュア」と同じ人名を当てている。これは「ヘブライ語の人名」を聞き伝えた「ギリシャ語記述者」の「ギリシャ語表現」に拠ると考えることが適切だろう。　

## 生涯

### エジプト脱出以降
エジプトを出て放浪するユダヤの民。その1人だったエフライム部族のヌンの子ホセアはモーセによってヨシュアと呼ばれるようになる。ヨシュアはモーセに命じられてアマレク人との戦闘を指揮し、勝利した経験があった。モーセがシナイ山に登り十戒の石板を授かった時にも同行している。民が金の子牛を作り偶像崇拝をしている声を聞いた時には「宿営の中に戦いの声がします」とモーセに伝えた。

### カナン偵察
彼はカレブたちと共に、モーセに命じられて自分たちの目指す約束の地であるカナンを偵察する。ヨシュアとカレブはカナンのすばらしさを伝えるが、それ以外の者たちはカナンの地に入ることの困難を強調する。そのため、民は動揺し、モーセに向かって不平を言うが、ヨシュアとカレブだけは不平を言わなかった。このため、ヨシュアとカレブだけは約束の地に入ることをゆるされるが、他の成人たちには許されなかった（「民数記」）。約束の地に入れない事を知った民の一部は半ば強引にカナンの土地に入ろうと軍事行動を起こし、モーセの警告も無視して仕掛けるが、アマレク人とカナン人に撃破され敗走、追撃までもが加えられる有様となった。

### モーセの後継者になる
モーセは120歳になると、自分の後継者としてヨシュアをたてて亡くなった（「申命記」）。

### エリコ攻略
ヨシュアは指導者として約束の地に入るべくヨルダン川を渡ってエリコを攻める。エリコの城壁は祭司たちが吹く角笛と民の叫びの前に崩壊した。ヨシュアは遊女ラハブらを除くエリコの人民を老若男女問わず家畜も含めて全てを皆殺しにした。

### アイ攻略
偵察員よりアイの人々は少ないと聞いていたヨシュアはおよそ3000人を向かわせるが予想に反して敗北を喫し、36人が敵に殺された。神ヤハウェに伺った所、滅ぼされるべきものが残っている事が分かり、くじの結果、アカンが該当する。事情を聞いたところエリコを攻略した際に滅びに捧げられるべきものをアカンが盗んでいたと判明し、アカンを石打ちに処した。
再度攻略に向かう際にはアイの人々の心理を突いた上での総力戦を展開し、アイの人々をすべて町からおびき出し、伏兵3万人を使ってアイの町を焼き払い、さらに挟撃態勢に持ち込み、アイの人々1万2千人を全滅させた。

### その後
ヨシュアは民を率いてカナンの各地を侵略、抵抗運動を粉砕して全カナンを制圧した後にレビ族を除くイスラエルの十二族にくじびきによって分配した。

### 最期
ヨシュアは死の床で民の代表者たちに神への信頼を説き、この世を去った。110歳であった。その遺体はティムナト・セラに埋葬された。ヨシュア無き後は士師達が古代イスラエルの指導者的な立場を得る時代になる。